# アッピウス・クラウディウス・プルケル (紀元前54年の執政官)
アッピウス・クラウディウス・プルケル（ラテン語: Appius Claudius Pulcher、紀元前97年ごろ - 紀元前49年または48年）は紀元前1世紀初期・中期の共和政ローマの政務官。紀元前54年に執政官（コンスル）、紀元前50年にケンソル（監察官）を務めた。

## 出自
プルケルはパトリキ（貴族）であるクラウディウス氏族の出身である。クラウディウス氏族はサビニ族を祖とし、ローマと平和的な関係を求めたアッティウス・クラウススが成人男性だけでも約500人のクリエンテスと共にローマへと移り住み、土地と元老院の議席を与えられた。そしてローマ社会のパトリキの名門として成長を遂げる。プルケル（美しい）のコグノーメン（第三名、家族名）を最初に名乗ったのは、紀元前249年の執政官プブリウス・クラウディウス・プルケルである。
プルケルの父は紀元前79年の執政官アッピウス・クラウディウス・プルケルで、祖父は紀元前143年の執政官アッピウス執政官と思われる。母はカエキリウス・メテッルス家の出身であり、母系を辿るとクィントゥス・カエキリウス・メテッルス・バリアリクスまたはルキウス・カエキリウス・メテッルス・ディアデマトゥスの孫にあたる。
プルケルは長男であり、二人の弟がいた。一人はガイウス（紀元前56年法務官）で、もうひとりがプブリウスであった。プブリウスはプレブスに身分を変えてプブリウス・クロディウス・プルケルと名乗り、紀元前58年に護民官を務めた。さらに3人の女きょうだいがおり、それぞれクィントゥス・マルキウス・レクス（紀元前68年執政官）、ルキウス・リキニウス・ルクッルス（紀元前74年執政官）、クィントゥス・カエキリウス・メテッルス・ケレル（紀元前60年執政官）の妻となった。

## 経歴

### 早期の経歴
プルケルは紀元前97年ごろの生まれである。父が早くに死去したため、弟たちの面倒を見ることを余儀なくされた。プルケルが歴史に登場するのは紀元前75年のことで、権力乱用の罪で告発されたアウルス・テレンティウス・ウァッロの告発者として最初に名前があげられている。第三次ミトリダテス戦争で義兄弟のルクッルスが指揮をとると、プルケルもルクッルスの軍のレガトゥス（副司令官）となった。紀元前72年に、ルクッルスはプルケルをアルメニアに派遣し、ティグラネス2世に対し、かくまっていたミトリダテス6世をローマに引き渡すよう要求させた。最初、プルケルはアンティオキアでティグラネスとの謁見を長い間待っていたが、その間にコルドゥエネ王を含む多くの指導者を説得し、ローマとの同盟を結ぶことに成功した。プルタルコスよると、ティグラネスは、「プルケルの演説を明るい表情と笑みを浮かべて聞こうと努力したが、この青年の大胆な言葉に、不快感を隠せなかった」が、それでもミスリダテスの身柄引き渡しを拒否した。
プルケルに関する次の記録は紀元前63年のことである。このときプルケルは既に元老院議員となっており、またアウグル（鳥占官）の一員でもあった。年初にプルケルはアウグリウム・サルティスを行った。これは政務官と市民の前でローマの神々に尋ねる行事であるが、前兆は悪く、プルケルは「遺憾で悲惨な内戦が勃発しようとしている」と発表した。この予言はあたった。年末にはカティリナの陰謀が露見する。紀元前63年12月5日の元老院の会期中、執政官キケロに代わって、プルケルが議事録を保管していたことが知られている。紀元前63年12月5日の会議では、カティリナの共謀者に対して死刑が宣告された。

## クルスス・ホノルム
紀元前61年、ボナ・デア祭の際の行為が「神への冒瀆」にあたるとして、弟プブリウスが告訴された。このときプルケルはギリシアにいたが、アエディリス（按察官）選挙に立候補するために、神殿や公共の場所から芸術作品を取り去ってローマに送っていた。しかし選挙には敗れてしまった。しかし紀元前58年にはクルスス・ホノルム（名誉のコース）のより高いステップであるプラエトル（法務官）選挙に立候補した。ルキウス・カルプルニウス・ピソ・カエソニヌスの支援があり、プルケルは当選した。この勝利に関して、キケロは不正があったことをほのめかしている。このとき対立候補に同じ頭文字の人物がおり、投票タブレットには候補者の名前が省略形で書かれていたため、不正行為は容易であったと思われる。ギリシアから持ち出した彫刻や絵画は、そのままプルケルが所有していた。
紀元前57年に法務官に就任、不法所得返還請求査問所を担当し、弟のプブリウス・クロディウスを支援した。プブリウスは前年に護民官を務めていたが、このときにカティリナの共謀者を民会での裁判無しで処刑したことは違法であるとしてキケロを告訴し、追放刑に処していた。しかしこの頃になると、執政官を含む多くのノビレス（新貴族）がキケロの追放解除を訴えていた。高位政務官のなかでこれに反対したのはプルケルのみであった。1月23日には、この問題を議論するはずだった民会を、子飼いの剣闘士を使って解散させた。キケロは後にこのような行動についてプルケルを非難しているが、同時にプルケルがキケロに対して個人的な敵意を示すことなく、全般的に巧妙に行動していたことも指摘している。結果としては、キケロは同年にローマに戻ることが出来た。しかし、プルケルは弟を支援し続けた。紀元前56年にプブリウスが按察官に就任できたのは、プルケルの援助があったからである。
法務官任期満了後、プルケルはサルディニア属州の総督となった。紀元前56年4月には、ルッカで開催された三頭政治（ポンペイウス、クラッスス、カエサル）の会議に、プルケルも出席している。
紀元前54年には、ルキウス・ドミティウス・アヘノバルブスと共に執政官に就任した。 このとき、プルケルは多くの汚職事件に関与している。2月にはユーフラテス川沿いの都市に対するコンマゲネ王アンティオコス1世 の主張を支持したが、この法案はプルケルが賄賂を受け取っていると確信していたキケロの反対により成立しなかった。プルケルは前シリア属州総督アウルス・ガビニウスが裁判にかけられると、彼の利益のために行動した。ガビニウスはプトレマイオス12世を復位させるために、元老院の同意なくエジプトに軍を進めており、さらにプトレマイオス12世から10,000タラントを受け取っていた。プルケルはガビニウスに判決を出すことになっていた民会に開催を延期した。しかし、両者の間にはその後何かがあったようで、プルケルはガビニウスを「ローマ人の威厳を傷つけた」として告訴し、ガビニウスは追放刑となった。さらに、プルケルはガイウス・ポンプティヌスが凱旋式実施を求めてくると、これを支持したが、この際にも賄賂を受け取ったとの噂が流れた。
最大のスキャンダルは次期執政官選挙に関するものであった。立候補したのはマルクス・アエミリウス・スカウルス（紀元前56年法務官）、マルクス・ウァレリウス・メッサッラ・ルフス、グナエウス・ドミティウス・カルウィヌス、ガイウス・メンミウス（紀元前58年法務官）の4人であった。カルウィヌスとメンミウスは、現役執政官であるアヘノバルブスとプルケルとの間に書面による契約を結び、それに基づいて支援を受け、その見返りとして、二人を自分たちの選んだ属州に総督として派遣するか、あるいはそれぞれに4000万セステルティウスを支払うことを約束した。更に、プルケルの執政官就任時、インペリウム（命令権）を付与するクリア民会が何らかの理由で召集されておらず、この選挙協力と引き換えに、クリア民会決議をあったことにするよう、鳥卜官を買収することも候補者たちに約束させていた。この契約に関しては、元老院で何日も議論された。メンミウスはポンペイウスの要請を受けて元老院でこの契約を読み上げ、両執政官は恥をかかされた。しかし、それ以上の罰などは課されなかった。

### キリキア総督
執政官任期満了後、プルケルはキリキア属州の総督となることを望んだ。アヘノバルブスはローマを離れることを好まなかったので、プルケルが属州総督となった。一説によれば、アヘノバルブスはインペリウムを得ていないことから属州へ行かなかったとも言われる。これに関してはポンペイウスの支援が重要な役割を果たしたようだ。ちょうどこの頃、プルケルは娘をポンペイウスの長男グナエウスに嫁がせており、元老院の中でも最も積極的なポンペイウスの支持者となっていた。プルケルとキケロを和解させたのがポンペイウスであることも知られている。また、クリア民会決議のねつ造に失敗すると、コルネリウス法を根拠に、決議は元老院によって割り当てられた属州の統治には必要ないと主張し、元老院でも意見が割れたが、そのまま属州へ向かった。
プルケルはプロコンスル（前執政官）権限で、総督職を約2年間（紀元前53年-紀元前51年）務めた。アパメアとラオディキアで鋳造されたコイン、およびアテナイとエレウシスに残る碑文から、プルケルは最初の年に軍事的勝利を得たことが分かる。キケロの手紙には、兵士たちがプルケルをインペラトル（勝利将軍）と讃えたことが記されている。しかしプルケル隷下の2個軍団は大損害を蒙り、またプルケルの指揮能力の低さと給料の支払いの遅れにより、兵士の士気は落ちていた。紀元前51年には3個コホルスが行方不明となっており、兵士達は反乱寸前であった。ローマに戻る前日になって、ようやくプルケルは給与を支払った。
プルケルがどのようにキリキアを支配したかは、後任の総督となったキケロの書簡から分かる。キケロはしばらくの間プルケルと書簡を交換していたし、また友人宛の書簡でもキリキアの状況について報告している。これらの書簡からは、プルケルが裕福になろうとして違法な税金を課し、キリキアを完全に破壊してしまったことがわかる。キケロは、プルケルの「強奪、放蕩、侮辱」について書いており、属州は「破滅した」、「奪われる可能性のあるすべてのものを奪われた」、さらにはプルケルの行動は「人ではなく、巨大な野生の獣」であると書いている。もちろん、これらの記述には誇張があるかもしれない。しかし、プルケルが義理の息子であるマルクス・ユニウス・ブルトゥスを支援したことは確かである。ブルトゥスはマルクス・スカプティウスとプブリウス・マティニウスと言う人物を介して、キリキアの年や指導者に法外な金利で金を貸し付け、その後同地の軍を使って借金を取り立てていた。スカプティウスは総督代理に任命され、キプロスのサラミスの住民から徴収するために、騎兵部隊を派遣した。サラミスの元老院は実際に包囲され、その結果、その議員のうち5人が飢えで死亡した。
彼は、正式な権利はなかったが、法廷を開いた。プルケルは後任のキケロと会うことなく、年末にイタリアに戻った。そこで凱旋式の実施を主張したが、プブリウス・コルネリウス・ドラベッラから「ローマ人の威厳を傷つけた」として告訴された。プルケルは凱旋式実施の望みを絶たれ、ローマに戻って自分を弁護しなければならなかった。ブルトゥスとクィントゥス・ホルテンシウス・ホルタルスがプルケルの弁護を行った、ドラッベラはキケロとマルクス・ケリウス・ルフスに援助を求めたが断られ、結果プルケルは無罪となった。

### 最期
紀元前50年、プルケルは政治歴の頂点とも言える監察官に就任した。同僚監察官はプレブスのルキウス・カルプルニウス・ピソ・カエソニヌスであった。元老院監査では、歴史家として知られるガイウス・サッルスティウス・クリスプスを除名し、プルケルは護民官ガイウス・スクリボニウス・クリオも除名しようとしたが、ピソがこれを阻止した。サッルスティウスとクリオは共にカエサルの支持者であった。このため、プルケルはピソに対して敵意を示すようになった。またプルケルは検閲の際にガイウス・アテイウス・カピト（紀元前55年護民官）を「偽預言者」と非難したことが知られている（カピトはクラッススの出陣の際に最悪の前兆（dirae）があったとしたが、クラッススはこれを無視して出陣し戦死した。キケロはプルケルのカピトに対する非難は、プルケル自身も偽装に協力していたのであるから、十分に考慮されたものではないと書いている）。
多くの人にとって意外なことに、プルケルは贅沢に対して抜本的な対策を講じた。プルケル自身は以前にギリシアから貴重な美術品を集めたことがあったが、今回は特に絵画や彫像への支出を制限した。マルクス・カエリウス・ルフスは、キリキアにいた友人のキケロに「監察官アッピウスが奇跡を起こしたことをしっていますか？ 彼は自身の汚れを洗い流そうと思っている。」と書いた書簡を出している。
紀元前49年、まだ監察官任期（1年半）中であったが、カエサルとポンペイウスの対立は内戦へとエスカレートした。プルケルはポンペイウスを支持した。ポンペイウスは自分の支持者に属州を分配したが、プルケルはギリシアの総督に任命された。しかしファルサルスの戦い（紀元前48年8月9日）の前にプルケルは病死した。古代の作家はプルケルが内戦の結果に関して、デルポイのピューティアー（アポローンの女神官）から神託を得ようとしたが、神託は曖昧なものであったとしている。即ち、「ローマ人よ、この戦争は重要ではない。お前はエウボイアの天国を手に入れるであろう」、「ローマ人よ、この戦争はお前には役に立たない。お前はエウボイアの洞窟に行くだろう」または「ローマ人よ、お前は多くの不幸を経験することにより致命的は戦争の危険を避け、広大な鬱陵の深みの中で、エウボアイアの地で一人で平穏に落ち着くだろう」といったものであった。プルケルは、この神託を戦争に参加しないようにとのアポローンの助言として受け取り、エウボイアに向かった。しかし、そこで彼はまもなく死去した。

## 家族
キケロはその書簡の中で、クラウディウスの妻セルウィリアに言及しており、その父は海難事故で死亡したと書いている。歴史学者は、クラウディウスとはプルケルのことであり、セルウィリアは紀元前141年の執政官グナエウス・セルウィリウス・カエピオの孫（父は紀元前106年ごろのクァエストル）と推定している。
プルケルには二人の娘がいた。長女はポンペイウスの同名の息子と結婚した。次女はマルクス・ユニウス・ブルトゥスの最初の妻であるが、紀元前45年に離婚している。どちらにも子供はいない。
息子のいなかったプルケルは弟ガイウスの息子を養子に迎え、アッピウス・クラウディウス・プルケルと名乗らせた。息子アッピウスは元老院議員にはなったものの、高位政務官職にはついていない。イギリスの歴史学者R. サイムは、弟ガイウスの長男で紀元前38年の執政官アッピウス・クラウディウス・プルケルも、プルケルの養子であったとしている。

## 人物
デルポイの件が示すように、プルケルは非常に信心深い人物であった。執政官時代には、「小さなプロピュライア（神殿につながる門）」をエレウシスの神殿に建設することを誓っている。紀元前50年には実際に建設を開始し、完成を確実なものとするために、養子と甥にこれを遺贈している。これに感謝したアテナイ人は、プルケルの彫像を建てた。オロポス近くのアムピアラーオス神殿で発見された碑文には、プルケルがこの聖域に何らかの利益を与えたことが刻まれている。
プルケルはローマの伝統宗教の熱心な信奉者であった。歴史学者テオドール・モムゼンは、プルケルがその政治歴の初期においてポンティフ（神祇官）になろうとして失敗したと考えている。後にプルケルはアウグルの一員となるが、その職務を極めて真剣に実行した。キケロによれば、「プルケルは他のアウグルの手伝いを得ることなく、一人で長い間、占いの研究にを続けていた。同僚たちは彼を嘲笑していた。時には彼をピシディア（小アジア南部）やソーラ（イタリア中部の都市）のアウグルと呼ぶこともあった」。またプルケルは迷信には反対していた。プルケルはアウグルの法に関する論説を書き、キケロに捧げている。
プルケルは農業にも興味を持っていた。マルクス・テレンティウス・ウァロが『農業論』をプルケルに捧げているのはこのためであろう。キケロは『ブルトゥス』の中で、内戦中に亡くなった弁論家の中にプルケルを挙げており、プルケルは彼の友人であり、「とても教養豊かな人で、訓練を積んで熟練した弁論家だった。またアウグル法についても民法についてもわが国の歴史についてもよく知っていた」と述べている。歴史学者は、この著作がプルケルの義理の息子であるブルトゥスに向けたものであったため、プルケルに対して肯定的なものとなったと考えている。実際、プルケルに対するキケロの見方はもっと複雑であった。

## 参考資料

### 古代の資料
- マルクス・アンナエウス・ルカヌス『ファルサリア（内乱）』
- ウァレリウス・マクシムス『有名言行録』
- カッシウス・ディオ『ローマ史』
- オロシウス『異教徒に反論する歴史』
- プルタルコス『対比列伝』
- マルクス・トゥッリウス・キケロ『ブルトゥス』
- マルクス・トゥッリウス・キケロ『予言について』
- マルクス・トゥッリウス・キケロ『アッティクス宛書簡集』
- マルクス・トゥッリウス・キケロ『友人宛書簡集』
- マルクス・トゥッリウス・キケロ『弟クィントゥス宛書簡集』

### 研究書
- Abramzon M. Roman rule in the East. Rome and Cilicia (2nd century BC - 74 AD). - SPb. : Acra, Academy of Humanities, 2005 .-- 256 p. - ISBN 5-93762-045-3 .
- Grimal P. Cicero. - M .: Molodaya gvardiya, 1991 .-- 544 p. - ISBN 5-235-01060-4 .
- Egorov A. Julius Caesar. Political biography. - SPb. : Nestor-History, 2014 .-- 548 p. - ISBN 978-5-4469-0389-4 .
- Utchenko S. Julius Caesar. - M .: Mysl, 1976 .-- 365 p.
- Broughton R. Magistrates of the Roman Republic. - N. Y. , 1952. - Vol. II. - P. 558.
- Drogula, Fred K. (2007). “Imperium, Potestas, and the Pomerium in the Roman Republic”. Historia: Zeitschrift für Alte Geschichte (Franz Steiner Verlag) 56 (4):  419-452. JSTOR 25598407.
- Münzer F. Claudius // Paulys Realencyclopädie der classischen Altertumswissenschaft . - 1899. - Bd. III, 2. - Kol. 2662-2667.
- Münzer F. Claudius 297 // Paulys Realencyclopädie der classischen Altertumswissenschaft . - 1899. - Bd. III, 2. - Kol. 2849-2853.
- Münzer F. Claudius 299 // Paulys Realencyclopädie der classischen Altertumswissenschaft . - 1899. - Bd. III, 2. - Kol. 2854-2855.
- Münzer F. Claudius 388 // Paulys Realencyclopädie der classischen Altertumswissenschaft . - 1899. - Bd. III, 2. - Kol. 2886.
- Münzer F. Claudius 389 // Paulys Realencyclopädie der classischen Altertumswissenschaft . - 1899. - Bd. III, 2. - Kol. 2886.
- Münzer F. Servilius 47 // Paulys Realencyclopädie der classischen Altertumswissenschaft . - 1942. - Bd. II A, 2. - Kol. 1782.
- Münzer F. Servilius 100 // Paulys Realencyclopädie der classischen Altertumswissenschaft . - 1942. - Bd. II A, 2. - Kol. 1817.
- Sumner G. Orators in Cicero's Brutus: prosopography and chronology. - Toronto: University of Toronto Press, 1973 .-- 197 p. - ISBN 9780802052810.
- Syme R. The Augustan Aristocracy. Oxford University Press, 1986.